# Leopoldo Eijo y Garay

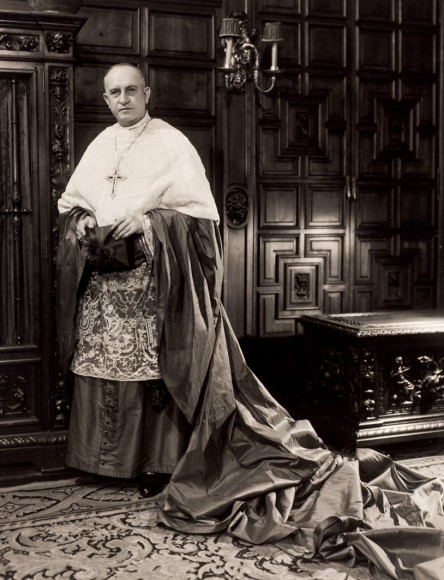
Patriarch Leopoldo Eijo y Garay in Cappa magna (um 1948)

Leopoldo Eijo y Garay (* 11. April 1878 in Vigo, Provinz Pontevedra; † 31. Juli 1963 in Madrid) war ein spanischer Bischof, Schriftsteller und bislang letzter Patriarch von Westindien.

## Leben

Patriarchenwappen (schematische Darstellung)

Als Fünfjähriger kam er mit seiner Mutter nach Sevilla, dort trat er später in das Priesterseminar ein und empfing am 27. Dezember 1900 die Priesterweihe. Er studierte an der Päpstlichen Universität Gregoriana in Rom und wurde dort promoviert. 1914 wurde er zum Bischof von Tui ernannt. Am 8. November spendete ihm Kardinal Martín Herrera, Erzbischof von Santiago de Compostela, die Bischofsweihe. Am 22. März 1917 wurde Eijo y Garay der siebte Bischof von Vitoria, er folgte Prudencio Melo y Alcalde nach, der zum Bischof von Madrid-Alcalá ernannt worden war.
Nach der Ernennung von Melo zum Erzbischof von Valencia folgt er diesem am 26. Juni 1923 auf dem Bischofsstuhl von Madrid-Alcalá nach; diesen hatte er über vierzig Jahre inne.
Neben seiner kirchlichen Laufbahn entwickelte er eine intensive Tätigkeit als Schriftsteller. 1927 erfolgte die Aufnahme in die Real Academia Española. In der Zeit der zweiten Republik wurde er 1932 auch in die Real Academia de Ciencias Morales y Políticas aufgenommen. Eijo y Garay war zudem Mitglied der Real Academia Galega.
Bischof Eijo Garay spielte eine wichtige Rolle in den ersten Jahren des durch Josemaría Escrivá de Balaguer 1928 gegründeten Opus Dei. Er verteidigte dieses gegenüber allen Angriffen und weihte am 25. Juni 1944 drei seiner Mitglieder zu Priestern, unter ihnen Álvaro del Portillo, den ersten Nachfolger des Gründers.
Papst Pius XII. ernannte ihn am 21. Juli 1946 zum Patriarchen von Westindien. Seit seinem Tod 1963 wurde dieser Titel nicht mehr verliehen. Patriarch Eijo y Garay nahm 1962 als Konzilsvater an der ersten Sitzungsperiode des II. Vaticanums teil.